# امسوداء (مودية)

تعديل مصدري - تعديل

امسوداء هي إحدى قرى عزلة مودية بمديرية مودية التابعة لمحافظة أبين، بلغ تعداد سكانها 185 نسمة حسب تعداد اليمن لعام 2004.